# Fermín Cacho
Fermín Cacho Ruiz (Ágreda, 16 febbraio 1969) è un ex mezzofondista spagnolo, campione olimpico dei 1500 metri piani a Barcellona 1992.

## Biografia
Il suo primo risultato di rilievo arrivò nel 1990, quando fu secondo nei 1500 metri ai Campionati europei indoor a Glasgow, alle spalle di Jens-Peter Herold. Ai Mondiali indoor dell'anno seguente a Siviglia Cacho fu ancora secondo dietro a Noureddine Morceli.
Ai Giochi olimpici di Barcellona 1992 Cacho non era considerato tra i favoriti per l'oro. Tuttavia la finale fu corsa ad andatura molto lenta e lo spagnolo si posizionò in modo ottimale per battere i rivali allo sprint e vincere a sorpresa il titolo in 3'40"12.
A Stoccarda nei Campionati del mondo di atletica leggera 1993 Cacho terminò secondo; vinse il titolo l'anno dopo agli Europei ad Helsinki. Ai Mondiali 1995 a Göteborg finì invece solo ottavo.
Cacho tornò ad altissimi livelli nel 1996, la stagione dei Giochi olimpici di Atlanta. Nonostante fosse il campione in carica Cacho non era considerato un favorito per la gara, dipinta come una sfida fra Morceli e Hicham El Guerrouj, primi due ai mondiali precedenti. All'inizio dell'ultimo giro, Morceli era in testa davanti ad El Guerrouj, quando il marocchino inciampò e cadde. Cacho dovette aggirarlo per non cadere ma riuscì comunque ad arrivare al traguardo secondo 5 metri dietro Morceli.
Ai Mondiali 1997 ad Atene Cacho vinse ancora una medaglia d'argento e a fine stagione riuscì a correre il suo miglior tempo di sempre: un 3'28"95, che gli valse il 3º posto all-time nella specialità, dietro a Morceli ed El Guerrouj, ed il nuovo record europeo dei 1500 metri (migliorato solo nel 2013 dal britannico Mohamed Farah).
Vinse il bronzo agli Europei 1998 a Budapest e terminò quarto ai Mondiali di Siviglia nel 1999. Cacho si infortunò al tendine di Achille nel 2000, perdendo così la possibilità di partecipare alle Olimpiadi di Sydney.

## Record nazionali

### Seniores
- 1000 metri piani: 2'16"13 ( Andújar, 6 settembre 1993)
- 1000 metri piani indoor: 2'20"18 ( Madrid, 14 febbraio 1992)
- 1500 metri piani: 3'28"95 ( Zurigo, 13 agosto 1997)

## Palmarès
| Anno | Manifestazione    | Sede       | Evento         | Risultato | Prestazione | Note |
| ---- | ----------------- | ---------- | -------------- | --------- | ----------- | ---- |
| 1987 | Mondiali di cross | Varsavia   | Corsa juniores | 47º       | 23'58"      |      |
| 1988 | Mondiali di cross | Auckland   | Corsa juniores | 15º       | 25'09"      |      |
| 1988 | Mondiali juniores | Sudbury    | 1500 m piani   | Bronzo    | 3'47"31     |      |
| 1990 | Europei indoor    | Glasgow    | 1500 m piani   | Argento   | 3'44"61     |      |
| 1991 | Mondiali indoor   | Siviglia   | 1500 m piani   | Argento   | 3'42"68     |      |
| 1991 | Mondiali          | Tokyo      | 1500 m piani   | 5º        | 3'35"62     |      |
| 1992 | Giochi olimpici   | Barcellona | 1500 m piani   | Oro       | 3'40"12     |      |
| 1993 | Mondiali          | Stoccarda  | 1500 m piani   | Argento   | 3'35"56     |      |
| 1994 | Europei           | Helsinki   | 1500 m piani   | Oro       | 3'35"27     |      |
| 1995 | Mondiali indoor   | Barcellona | 1500 m piani   | 6º        | 3'45"46     |      |
| 1995 | Mondiali          | Göteborg   | 1500 m piani   | 8º        | 3'37"02     |      |
| 1996 | Giochi olimpici   | Atlanta    | 1500 m piani   | Argento   | 3'36"40     |      |
| 1997 | Mondiali          | Atene      | 1500 m piani   | Argento   | 3'36"63     |      |
| 1998 | Europei           | Budapest   | 1500 m piani   | Bronzo    | 3'42"43     |      |
| 1999 | Mondiali          | Siviglia   | 1500 m piani   | 4º        | 3'31"34     |      |

## Campionati nazionali
1996
- Oro ai campionati spagnoli, 1500 m piani - 3'52"43

1999
- Argento ai campionati spagnoli, 1500 m piani - 3'41"61

2002
- 4º ai campionati spagnoli indoor, 3000 m piani - 7'51"36

## Altre competizioni internazionali
1989
- 6º in Coppa del mondo ( Barcellona), 1500 m piani - 3'40"34

1992
- 4º in Coppa del mondo ( L'Avana), 1500 m piani - 3'42"78
- 5º ai Bislett Games ( Oslo), miglio - 3'53"42
- Argento al Memorial Van Damme ( Bruxelles), 1500 m piani - 3'32"98

1994
- Bronzo al Memorial Van Damme ( Bruxelles), 1500 m piani - 3'35"82

1995
- 4º al Memorial Van Damme ( Bruxelles), 1500 m piani - 3'36"25

1996
- Argento ai Bislett Games ( Oslo), miglio - 3'49"56
- Bronzo all'Herculis ( Monaco), 1500 m piani - 3'32"58

1998
- 10º al Memorial Van Damme ( Bruxelles), 1500 m piani - 3'36"09